# Österskär

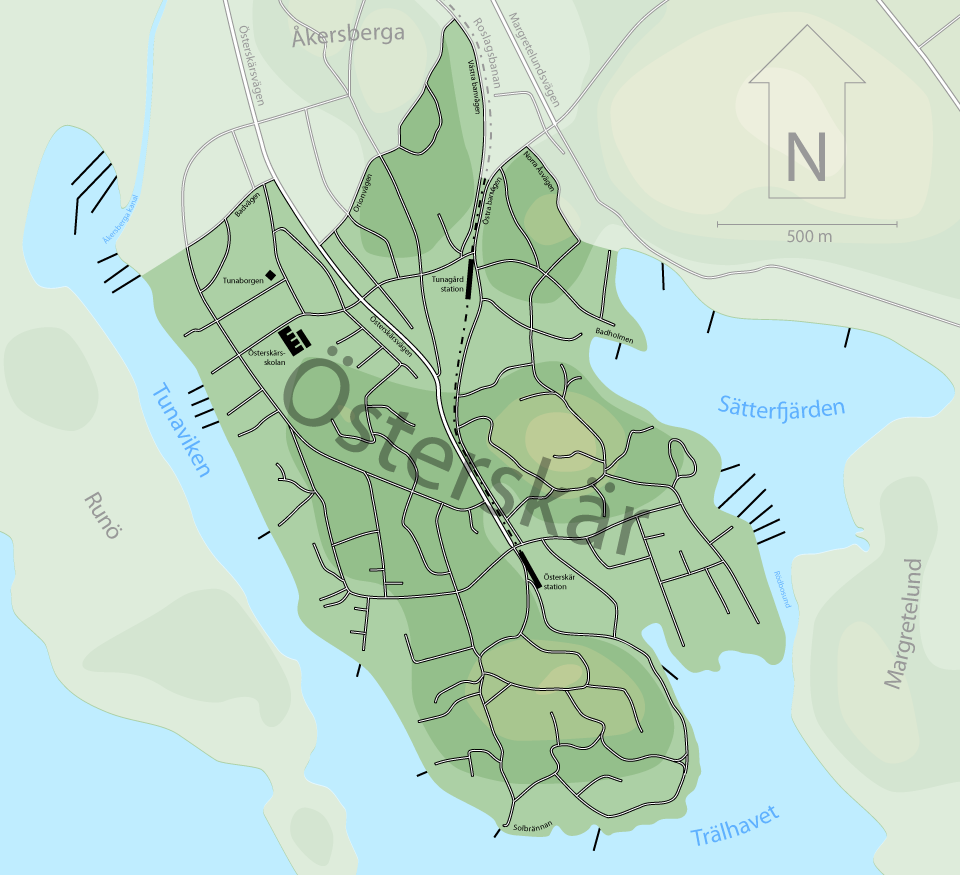
Karta över Österskär.

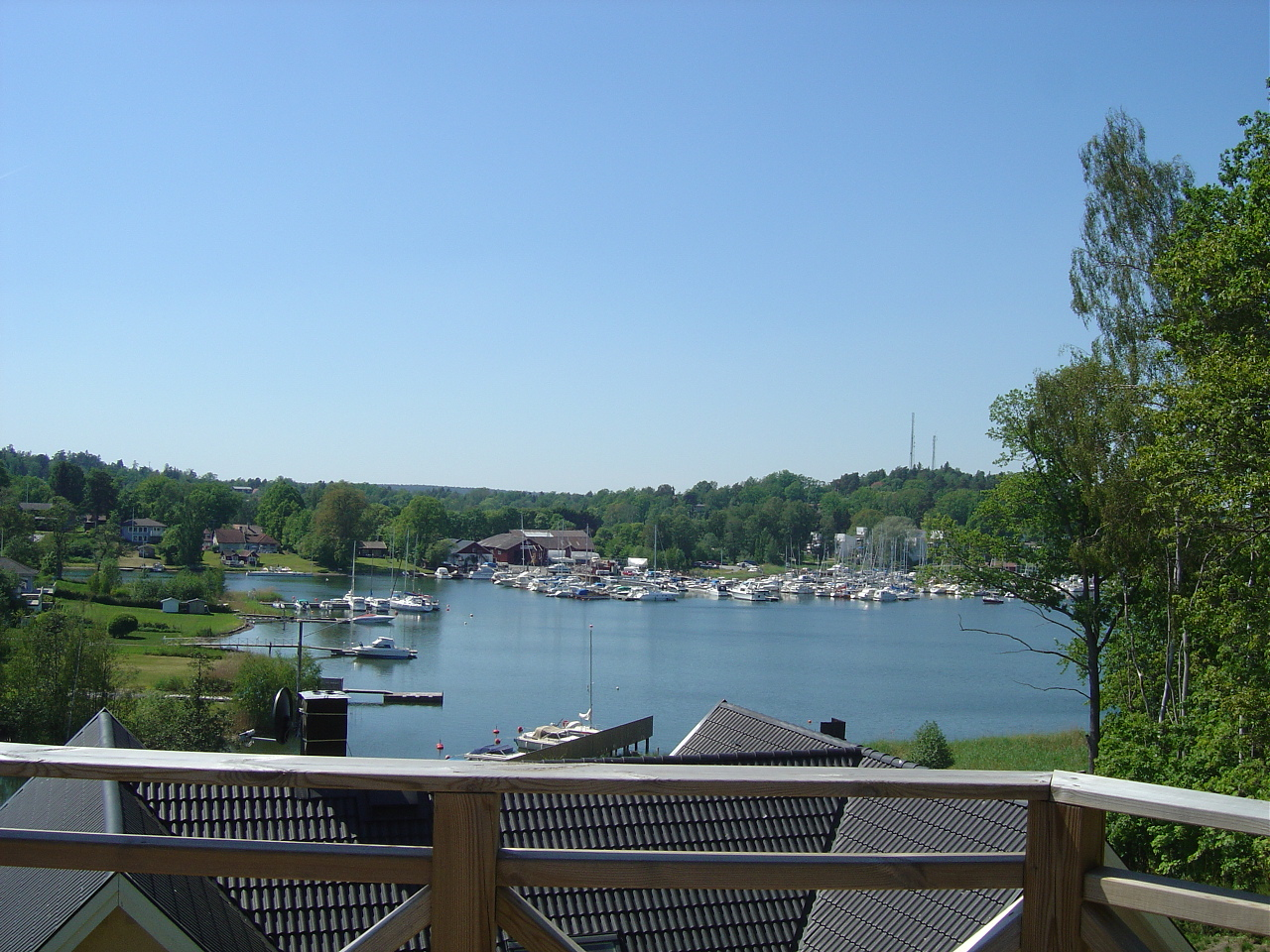
Österskär sett över Sätterfjärden från Margretelund. Österskärs Marina syns på bilden.

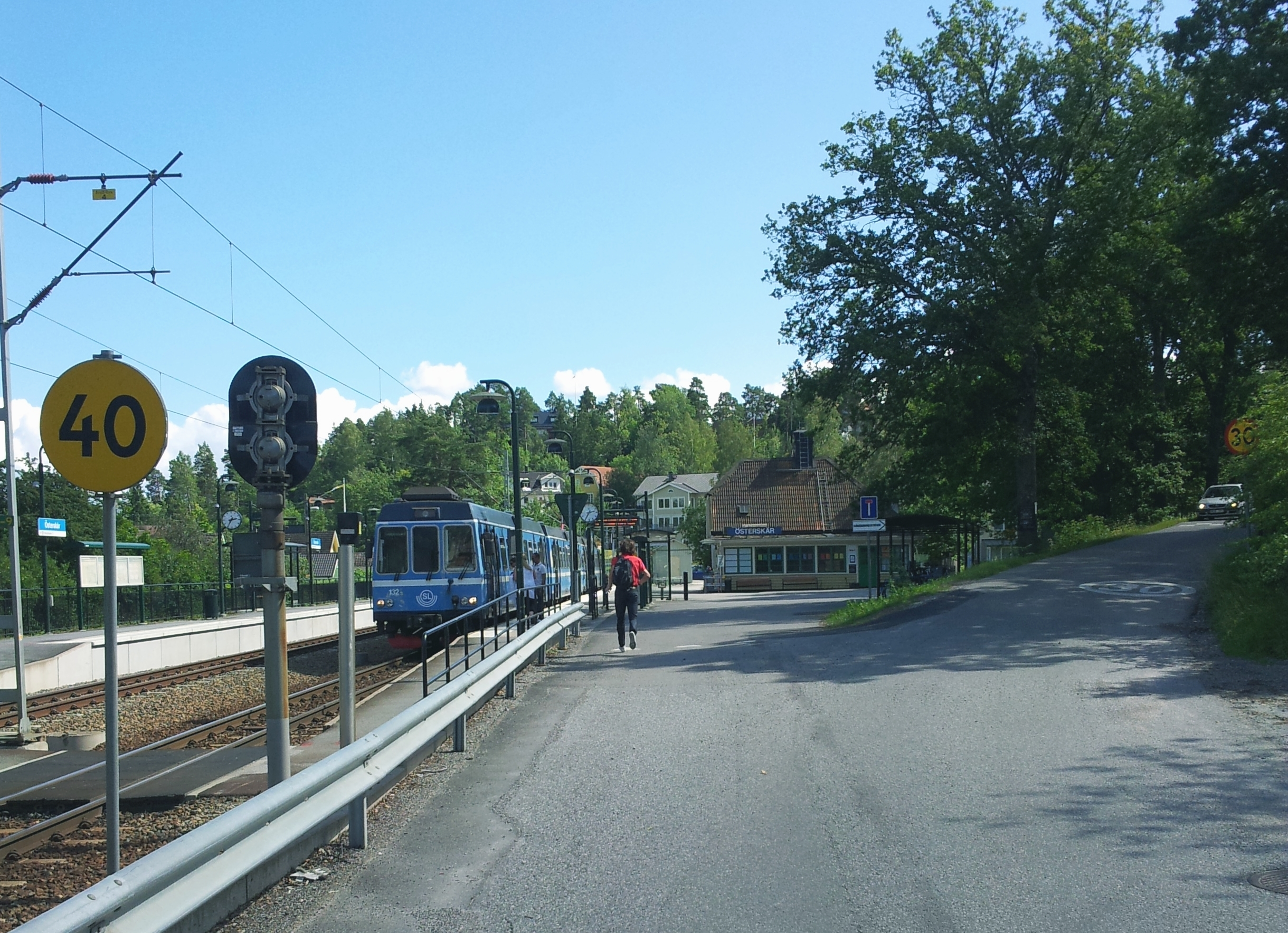
Roslagsbanans ändstation i Österskär.

Österskär är ett villaområde i tätorten Åkersberga i Österåkers kommun, Stockholms län. I Österskär finns två av stationerna på Roslagsbanan som förbinder området med centrala Åkersberga och med Stockholm, Tunagård och Österskär (som också är slutstation på Roslagsbanans linje 28). Området ligger på en kuperad halvö mellan Trälhavets vikar (Tunaviken och Sätterfjärden). I området finns Tunaborgen med anor från 1200-talet.
Österskär hade tidigare ett eget postkontor och är fortfarande en egen postort. Samtliga fastigheter i Österskär heter Tuna. Området med detta traktnamn är något större än postortens, och inkluderar även områden norrut till och med Västra banvägen samt Rosendalsvägen öster om järnvägen. Vägnätet i Österskär förvaltas av Österskärs vägförening. Detta gäller dock inte Österskärsvägen (till och med Österskärs station) som förvaltas av Trafikverket.[källa behövs]

## Historia
Namnet Österskär kom till genom en pristävling vid förra sekelskiftet, då ett 30-tal tomter vid Trälhavet och Tunaviken styckades av från Tuna gård. Det tidigare namnet var Tunanäs eller Biskopsudden. Den enda bebyggelsen vid denna tidpunkt var Biskopstuna, ursprungligen från 1600-talet, och ett dragontorp. Vid sekelskiftet 1900 var direktör Abel Bergman ägare till större delen av nuvarande Österskär. Han bodde på Tuna Säteri. Det hade blivit populärt redan i slutet av 1800-talet bland välbeställda stockholmare att skaffa sig ett sommarnöje i skärgården. Man ville komma bort från osunda stadsmiljöer, bada havsbad, segla och åka omkring i snabba motorbåtar. I sommarhuset skulle man leva ett angenämt sällskapsliv och gärna umgås med jämställda grannar, belevat, bildat folk.
Abel Bergman såg chansen att tjäna pengar på trenden. Bergman styckade av tomter och annonserade: "Välbelägna tomter i barr- och löfskog på södersluttning med synnerligen vacker utsikt öfver Saltsjön. Goda kommunikationer med ångbåt och järnväg. Österskär är på grund av sitt höga, friska läge och närhet till Stockholm särdeles lämpligt som bostadsort såväl under sommaren som året om.Förebilder fanns i Djursholm och Saltsjöbaden.Villorna som byggdes tillhörde ofta akademiker, högre tjänstemän, officerare och grosshandlare. Det var stora fina trävillor med snickarglädje och punschverandor.  1906 förlängde Företaget AB Åkersberga-Trälhavet Roslagsbanan till dagens slutstation Österskär. Generalkonsul E.W. Wallin förvärvade Tuna gård år 1909. Han fortsatte exploateringen av området och lät avstycka 250 tomter. Därför anlades en badstrand: Österskärs Havsbad (i folkmun känd som Solbrännan).  Österskärs ångbåtsbrygga stod klar 1912 och 1919 tillkom järnvägsstationen Tunagård mellan stationerna Åkersberga och Österskär. 
Under 20- och 30-talet byggdes allt fler fritidshus i området som blev en sommarort för stockholmare. Från 1930-talet räknas både Åkersberga och Österskär som icke-administrativa tätorter med 286 respektive 277 invånare år 1935. Från 1950 anses de båda orterna sammanväxta och utgjorde med 1 197 invånare en förort till Stockholm. 
Österskärsskolan byggdes år 1968 och från och med då tog också den stora bofasta befolkningsexpansionen i området fart, med nybyggnationer och ombyggnader av sommarstugor till permanentbostäder. I dagsläget är i princip i hela halvön bebyggd. Tack vare de stora höjdskillnaderna har många hus sjöutsikt. Detta har lett till att Österskär har förhållandevis höga villapriser och idag är området en av norra Storstockholms mer exklusiva förorter.
Närheten till mellanskärgården och relativt många skyddade båtplatser gör att den lokala båtklubben Trälhavets båtklubb lockar båtägare även från andra kommuner.

## Kända personer som har bott i Österskär
- Carina Berg
- Bert Bolin
- Marianne Fredriksson
- Gottschalk Geijer
- Anders Gerdin
- Ann-Britt Grünewald
- Isaac Grünewald
- Olle Helander
- Stig Järrel
- Mats Lindblom
- Filip Palmgren
- Johnny Munkhammar
- Pär Nuder
- Hasse Olsson
- Bosse Parnevik
- Jesper Parnevik
- Stefan Pettersson
- Mikaela Ramel
- Margit Sahlin
- Soraya Lavasani